# Алиев, Абдула Гаджиевич
Абдула Гаджиевич Алиев (25 мая 1911, с. Кубачи, Дахадаевский район, Дагестанская АССР, СССР — 5 октября 1965, Махачкала) — советский учёный, доктор геолого-минералогических наук, член-корреспондент Академии наук Азербайджана (1955), ректор Дагестанского Государственного Университета (1962 — 1965).

## Биография
Абдула Алиев родился 25 мая 1911 года. Первые годы жизни провёл в дагестанском селе Кубачи. В 1923 году переехал в Баку, где проживал с родным дядей, ювелиром по профессии. В 1930 году успешно окончил бакинскую среднюю школу №33. После окончания школы был направлен в город Закаталы, в котором Алиев работал председателем окружного бюро пионеров.
В 1931 году поступил в Азербайджанский индустриальный институт на геологоразведочный факультет. В 1936 году, сразу после выпуска, стал работать в тресте «Азнефтеразведка». В 1940 году защитил кандидатскую диссертацию по теме «Петрография продуктивной толщи Кабристана». В 1946 году успешно защитил докторскую диссертацию по теме «Петрография третичных отложений Азербайджана», после чего ему присвоили учёную степень «Доктор геолого-минералогических наук». 
В 1949 году удостоен учёного звания профессор по специальности «Геология нефти и газа». В 1955 году избран членом-корреспондентом Академии наук Азербайджана.
В 1959 году возглавил Институт геологии Дагестанского филиала АН СССР.
В 1962 году назначен на пост ректора Дагестанского Государственного Университета.
Скончался в 1965 году.

## Память
В 2014 году улица Шамсулы Алиева была переименована в улицу Абдулы Алиева, в том же году на здании главного входа Республиканской Центральной клинической больницы была открыта мемориальная доска в честь учёного.